# 丽水号导弹驱逐舰
“丽水”号导弹驱逐舰（舷号157）简称“丽水”舰，是052D型导弹驱逐舰二十五号舰，现服役于中国人民解放军海军东部战区海军驱逐舰第六支队。此舰乃是052D型导弹驱逐舰加长版的第十二艘，也是“驱六支”所接收的第四艘052D型导弹驱逐舰。“丽水”舰由大船重工负责建造，排水量较052D基础型增加了500吨，其最大的改进之处就在于更换了可捕捉隐身战机的517C米波反隐身雷达、舰尾直升机甲板拉长约4米，以便直-20上舰、优化舰载指挥系统和数据链系统以适应体系化作战，增加舰首缆孔。

## 服役活动
2024年4月22日，解放军海军157号丽水号在台海中線巡航，与国军海軍成功級張騫艦遭遇。
2024年8月2日，解放军海军2艘052D型155号“南京”舰及157号“丽水”舰前出西太平洋。

## 資料來源
1. ↑  . 自由時報. 2024年4月22日  [2024年4月25日]. （原始内容存档于2024年5月10日） （中文）.